# Gallenbergi
Gallenbergi rodbina
Gospodje Gallenbergi, so bili kot stranska veja Gallov, ena izmed najstarejših kranjskih plemiških rodbin, ki se omenja v začetku  12. stoletja, je bila že 1463 med kranjskimi deželani, leta 1666 pa je bila povzdignjena v državne grofe ter imela na Kranjskem dominije do srede 19. stoletja. Imenovali so se po izvornem družinskem gradu Gamberk  (Gallenberg), ki je stal blizu Zagorja ob Savi. 

## Zgodovina
Po Josipu Grudnu je družina izšla iz rodbine Ostrovrharjev.
Po zgodovinarju Schumi-ju so bili Galli ministeriali Andeško-Meranskih grofov, ki so po letu 1105 z grofom Bertholdom II. prišli iz južne Bavarske na Kranjsko, in si postavili svoj novi izvorni grad Gamberk (Gallenberg). Ta je prvič posredno omenjen leta 1248 v listini Wilbirge, hčere Konrada Galla.  Za starejše Gallenberge sta bili značilni osebni imeni Zigfrid (Žiga) in Viljem.  V drugi polovici 13. stoletja so  s poroko dedovali in prevzeli grad Mekinje pri Kamniku in pričeli novo vejo imenovano po izvornem gradu (Gallenbergi) s posestjo na Kamniškem in na severni strani Save, druga veja pa je z izgradnjo gradu Podpeč ali Gallenstein pri Gabrovki nadaljevala rod Gallov. 
Žiga III. pl. Gallenberg (1277—1301) je leta 1300 ustanovil samostan klarisinj v Mekinjah, za kar je samostanu podaril grad Mekinje, ki je bil na začetku tudi glavno poslopje samostana, ki ga je kot prva opatica vodila njegova hči Klara Gallenberg.  

Po letu 1360 je Viljem pl. Gallenberg ustanovil novo vejo, katere glavna posest je bil grad Ostri vrh pri Podgradu blizu Laz ob Savi. Egidij pl. Osterberg Gallenberg je bil 1389 praefectus aulae celjskega grofa in 1409 burgraf Celjskih na Haspergu pri Planini. Ta rod je po moški liniji izumrl leta 1562, posest pa so si priženili Raspi.

Osnovna (kamniška) linija Gallenbergov je v prvi polovici 15. stoletju opravljala pomembne upravne funkcije za deželnega kneza tj. Habsburžane. Tako je bil Seifrid pl. Gallenberg v začetku 15. stoletja glavar v Metliki in 1405-1407 deželni glavar na Kranjskem. V naslednjem stoletju, ko so Gallenbergi svoje stare posesti že skoraj v celoti izgubili in so si nove pridobivali na Dolenjskem. Jošt III.  z gradu Podpeč je bil od leta 1558 do smrti 1. oktobra 1566 deželni oskrbnik.  Jošt V. pl. Gallenberg iz Lanšpreža je bil deželni stanovski odbornik v letih 1571-1573, 1581-1583 vojni svétnik v Krajini in spomladi 1583 namestnik deželnega glavarja na Kranjskem.

Nov vzpon rodbine je dosegel Jurij Žiga grof Gallenberg (rojen po 1624, umrl 1697), ki je podedoval Sotesko in kupil Brdo, in ki ga je leta 1666 cesar povzdignil v državnega grofa, se udeležil 1671 na Dunaju posvetovanja glede ureditve vojaške krajine, bil 1670-1672, 1679, 1680, 1682, 1685 in 1686 odbornik deželnih stanov (1682 tudi predsednik), od 1682 deželni oskrbnik in deželni upravitelj, a zlasti se izkazal v letih kuge 1681-1683. Njegov sin Volk Vajkard grof Gallenberg je bil v letih  1723 - 1734   deželni glavar Kranjske. V 16. stoletju so Gallenbergi pridobili dedni lovski urad na Kranjskem, ki so ga upravljali preko 100 let.

Gallenbergi pa so si času primerno morali služiti kruh tudi z vojaško službo oziroma v bojevanju s Turki. O prvem, Frideriku z gradu Luknja,  poroča že Valvasor in naj bi se leta 1469 boril proti Turkom.  Jurij III. Gallenberg se je boril 1529 pred Dunajem s Turki ter padel 1562 pri Bihaču;  Žiga VII. pa je padel 1541 pri Budimu. Jošt III. iz Podpeči  je leta 1565 vodil stanovske čete Krupi na pomoč.
Gallenbergi so v drugi polovici 18. stoletja gospodarsko propadali in izgubljali posest. Ko so jim po prodaji gospostva Zduše 1797 ostali na Kranjskem le še podložniki neznatne mekinjske advokacije, so praktično izgubili stik s Kranjsko. V kranjskih maticah se omenjajo Gallenbergi zadnjič  leta 1862, ko je grof Hektor Gallenberg mimogrede služboval v Ljubljani.

## Posesti
Rodbina Gallenbergov je v glavnem imela v lasti posesti, ki so bile v fevdu od deželnega kneza. Teh posesti ni bilo toliko, da bi na njih imeli gradiščane ali upravnike, ampak so na njih živeli člani rodbine, ki so bili občasno gradiščani na drugih gradovih. Gradovi in dvori ter gospostva v njihovi lasti so bili:
- Grad Gamberk, matični grad Gallenbergov/Gallov – od 12. do 15. stoletja [6],
- Grad Mekinje pri Kamniku - do leta 1300[7],
- Grad Stari grad nad Kamnikom - od zač. 13. stoletja do 1452[8],
- Grad Šenkov turn ali Šinkov turn pri Vodicah (Schenkenturn) od 1360 do 1553[9],
- Grad Mengeš  leta 1475[10],
- Dvorec Dol (Lustthal) pri Ljubljani – od 1532 do 1549,
- Dvor Drnča Dvorska vas, Begunje pri Radovljici – od 1505 do 1576[11],
- Grad Luknja v Prečni pri Novem mestu - leta 1494 in med 1711-1738  [12],
- Grad Ostri vrh (Osterberg) od 1360 do 1562,
- Grad Podpeč (Gallenstein) Gabrovka pri Litiji – od 1562-5 do po 1688[13],
- Grad Turn pri Gabrovki (Turn Gallenstein) Moravče pri Gabrovki – od srede 16.st. do 1747[14],
- Grad Lanšprež (Landspreis) stari in novi – od 1572 -1592[15],
- Grad Mokronog (Spodnji) od 1576 - 1616,
- Gradič Zagorica pri Mokronogu[16],
- Grad Šentjurjeva gora (St. Iorgenberg) Moravče pri Gabrovki – od 1623/64 do 1. pol. 18. stoletja[17],
- Dvorec Gabrje (Gallenhof) Moravče pri Gabrovki – od 1623/64 do 1751[18],
- Grad Soteska (Ainöd) pri Novem mestu – od 1628 do 1733[19],
- Grad Graben pri Novem mestu – od 1709 do 1751,
- Grad Grm pri Novem mestu – od 1709 do 1751,
- Gradič Zaboršt pri Novem mestu – od 1709 do 1751,
- Grad Zalog (Breitenau) Gorenja straža pri Novem mestu – od 1551 do 1555,
- Grad Rožek v Podturnu pri Dolenjskih Toplicah – od 1681 do 1733[20],
- Grad Brdo pri Kranju  lastniki polovice – od 1669 do 1747[21],
- Dvorec Zduša pri Kamniku – od 1688 do 1797[11],